# Talent Pool
Ein Talent Pool ist eine Datenbank oder Online-Plattform, bestehend aus Profilen von Bewerbern, Mitarbeitern, Freiberuflern oder anderen externen Kontakten. Hierbei handelt es sich um ein Instrument des Personalwesens, das in erster Linie im Rahmen der Mitarbeiterrekrutierung, des Active Sourcing und der Personalentwicklung zum Einsatz kommt. Grundlegend kann zwischen offenen und unternehmensinternen Talent Pools unterschieden werden. Gerade unternehmensinterne Talent Pools gewinnen, im Zeitalter stetig steigender Freiberuflerzahlen, zunehmend an Bedeutung.

## Interne Talentpools
Sind Datenbanken innerhalb eines Unternehmens mit allen interessanten Mitarbeitern und Bewerbern. Wenn Unternehmen eine offene Stelle zu besetzen haben, können diese auf den Talent Pool zurückgreifen und mittels Profilabgleich nach geeigneten Bewerbern und Mitarbeitern suchen.
Die Talente, die das Unternehmen mit der Zeit identifiziert bzw. kennenlernt (durch Hochschulmarketing, Workshops, Assessment-Center, Praktikum, Social-Media-Kampagnen etc.), werden nach einem Auswahlprozess strukturiert in den Talent Pool aufgenommen. Der Aufbau eines Talent Pools muss möglichst systematisch erfolgen, um einen guten Überblick über die Talente zu haben. Talent Pools sind dabei in verschiedene Bewerbergruppen untergliedert, damit der Verwaltungsaufwand reduziert wird und die Bewerber zielgruppenspezifisch adressiert werden können. Active Sourcing bietet einen weiteren Ansatz, um gezielt einen Talent Pool aufzubauen.
Der Einsatz eines Talent Pools bietet sich auch an, um abgelehnte Bewerber nicht ganz zu verlieren. Insbesondere wenn die Fachkenntnisse eines Bewerbers in Zukunft für das Unternehmen interessant werden könnten.
So zeigt ein Experiment im Rahmen einer Studie, dass Bewerber, denen neben einer Absage die Ankündigung, sie in einen Talent Pool aufzunehmen und sie bei einer passenden freien Stelle in der Zukunft direkt zu berücksichtigen (ein sogenanntes „Eisschreiben“), auf diese Absage positiver reagieren und dem Unternehmen gegenüber günstiger eingestellt sind, als bei einer Standardabsage.
Auch im Rahmen des Managements externer Ressourcen gewinne Talent Pools zunehmend an Bedeutung. Vendor Management Systeme administrieren zwar den Bewerbungsprozess zwischen Personaldienstleistern und Unternehmen, ein direkter Kontakt mit externen Kandidaten erfolgt aber in der Regel nicht. Interne Talent Pools geben Unternehmen die Möglichkeit direkt mit den wichtigsten externen Experten in Kontakt zu bleiben – auch dann, wenn grade kein gemeinsames Projekt besteht.

## Offene Talent Pools
Neben den internen Talent Pools einzelner Unternehmen gibt es auch Talent Pools, die entweder von einem Unternehmen oder einem Verband betrieben werden und auf den viele verschiedene Unternehmen zugreifen können.
So gibt es gerade im künstlerischen Umfeld viele Talent Pools, mit denen betreffende Hochschulen ihren Studenten und Absolventen ein Sprungbrett in die Branche schaffen wollen z. B. der TP2 Talentpool, der Nachwuchs-Talente aus den Bereichen Drehbuch, Regie und den Bundesländern Sachsen, Sachsen-Anhalt und Thüringen vereint oder twago marketplace, wo sich Programmierer, Designer, Übersetzer und andere Remote-Worker tummeln.

Im Rahmen von regionalen Kampagnen und Bündnissen zur Fachkräftesicherung kommen mitunter offene Talent Pools für ganze Branchen oder Regionen zum Einsatz. Hierbei empfehlen sich die Unternehmen der Region gegenseitig Bewerber, die sie z. B. aus Kapazitätsgründen nicht einstellen können. So können Bewerber in einer Region gehalten werden. Dieses Konzept wurde als einer von 365 Orte bei Land der Ideen 2012 ausgezeichnet.